# Lucien Marie Beaugé
Lucien Marie Beaugé (* 15. April 1879 in Farges-en-Septaine, Département Cher; † 10. April 1958 Manoir de Lossilien, Le Relecq-Kerhuon, Département Finistère) war ein französischer Seeoffizier und Ozeanograf.

## Leben
Lucien Marie Baugé war Sohn des Infanterieoffiziers Louis Ludovic Beaugé und seiner Frau Marie Alix Maréchal, das zweite von vier Kindern. Er heiratete 1908 Marie Caroline Bérubé (1882–1975). Sie hatten neun Kinder, darunter den Botaniker André Beaugé (1913–1997), den Compagnon de la Libération Henri Beaugé-Bérubé (1920–2015) und den Schriftsteller Jacques Lebreton (1922–2006).

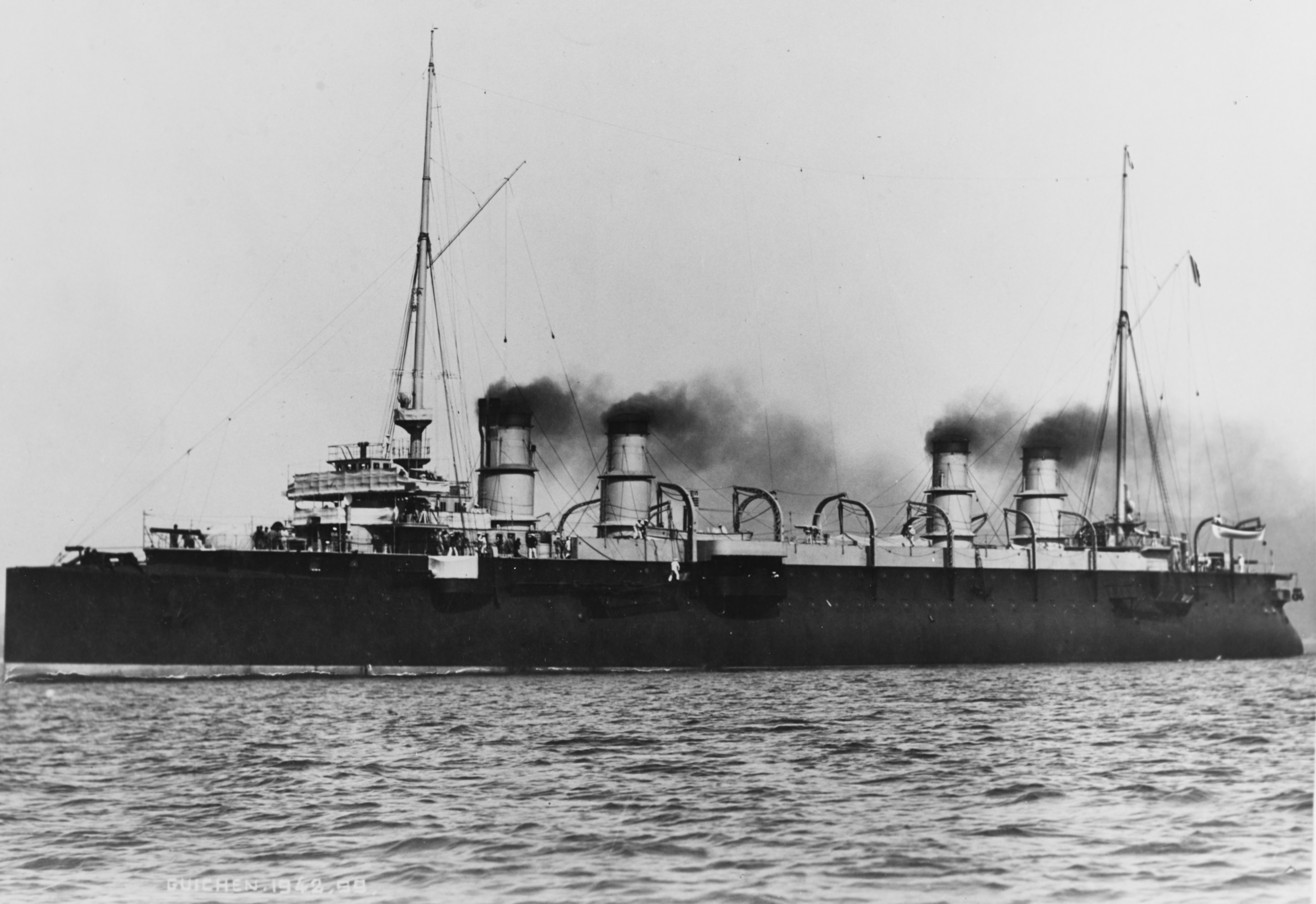
Der Kreuzer Guichen, auf dem Beaugé im 1. Weltkrieg Offizier war

1896 trat Baugé in die französische Marine ein, wurde 1901 Fähnrich zur See und 1910 Leutnant zur See. 1915 war er auf dem Geschützten Kreuzer Guichen an der Rettung von 4000 armenischen Geflüchteten vom Berg Musa Dağı beteiligt. 1919 schied er als Korvettenkapitän aus dem Militärdienst aus.

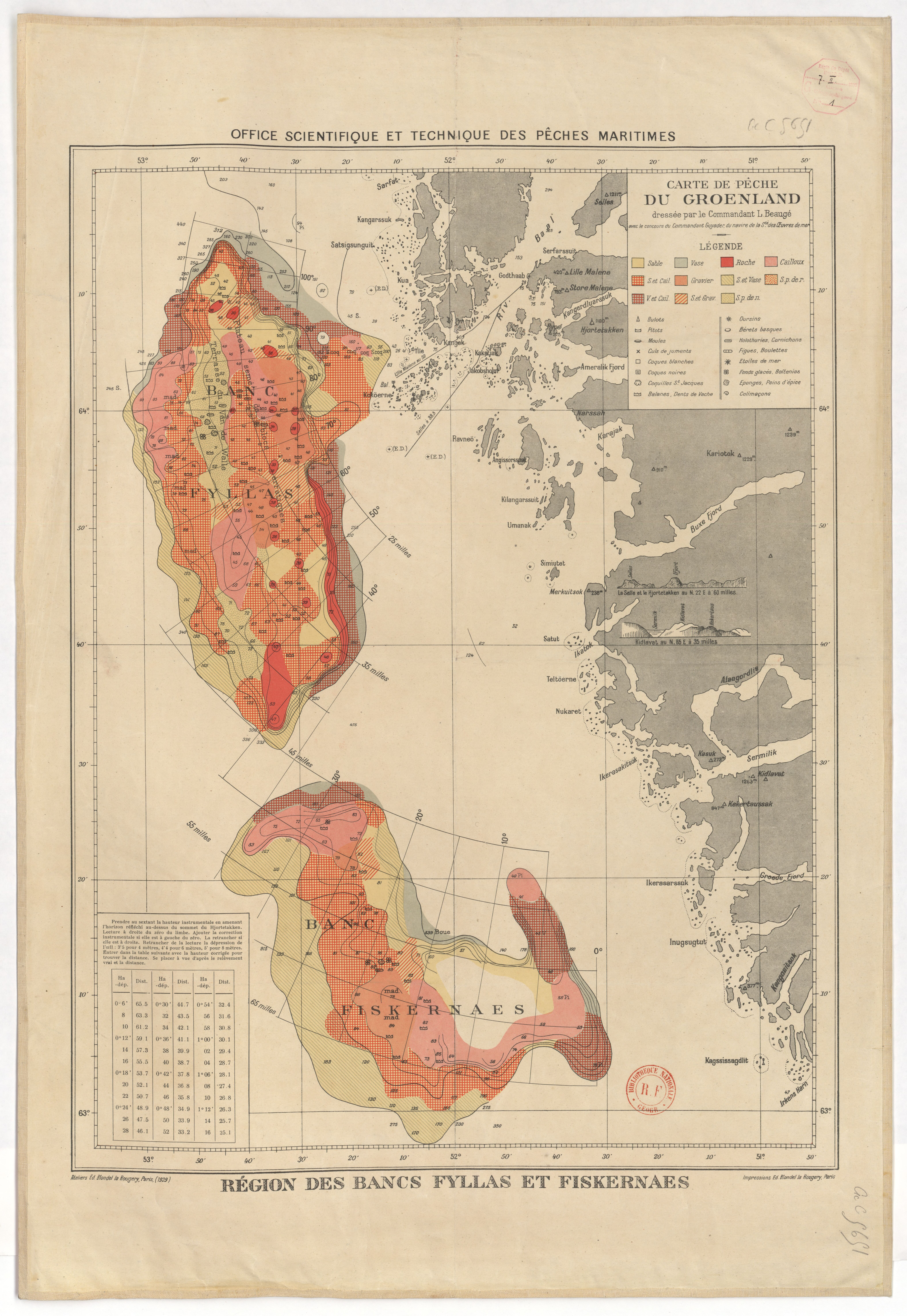
Von Beaugé gezeichnete Karte der Fischvorkommen über zwei westgrönländischen Bänken, 1929

Anschließend kommandierte er Forschungsschiffe wie die Sainte-Jeanne d'Arc, mit denen u. a. die Meeresbiologin Anita Conti die Nutzfischbestände vor allem vor Neufundland kartierte, und ab 1934 die neu in Dienst gestellte Président Théodore Tissier, Frankreichs erstes ozeanographisches Forschungsschiff, unter der wissenschaftlichen Leitung von Édouard Le Danois. Während seiner Fahrten verfasste Beaugé Bücher und Aufsätze, in denen er auch eigene fischereiliche Forschungen beschrieb und das Vorkommen von Nutzfischen abhängig von Temperatur, Salinität und weiterer Kennwerte des Meerwassers darstellte.

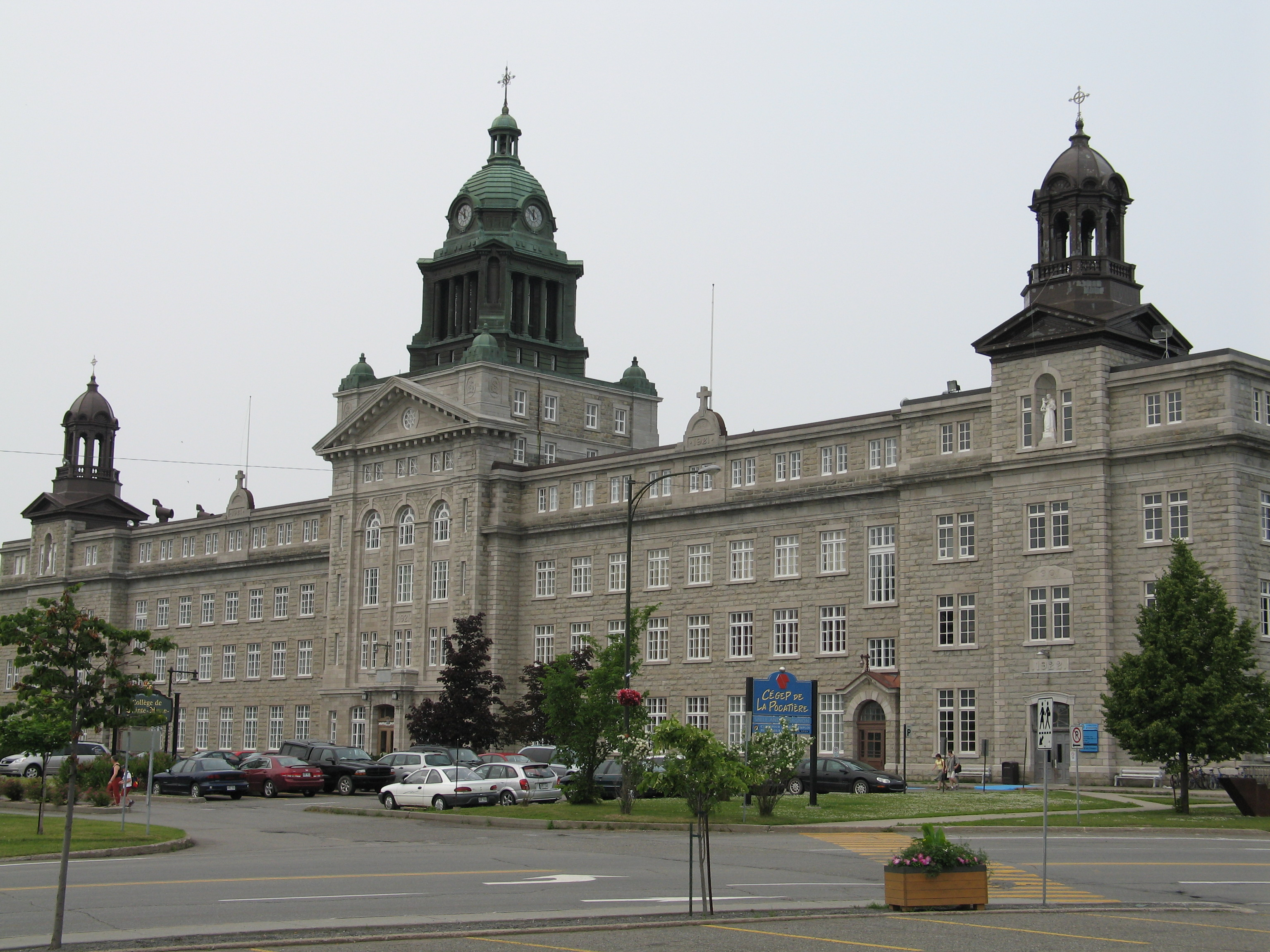
Das Collège Sainte-Anne-de-la-Pocatière, zu Beaugés Zeit Standort der Fischerei-Hochschule in Québec

Um seine vielköpfige Familie und das Herrenhaus Lossilien zu unterhalten, war er bereits einverstanden, Kapitän einer Luxusyacht zu werden, als er ein Angebot aus Kanada erhielt. Von 1938 bis 1951 arbeitete er als Professor der Ozeanographie an der neu gegründeten École Supérieure des Pêcheries in La Pocatière, Québec, wo er weiter publizierte. Anschließend kehrte er nach Lossilien zurück. 1958 starb er dort 78-jährig. Das Familiengrab befindet sich auf dem Friedhof Saint-Martin in Brest.

## Veröffentlichungen (Auswahl)
- Terre d'Islam, Reims 1926
- Croisières du navire „Président Théodore Tissier“, Karten, Paris 1935
- Manuel technique et pratique des Grandes Pêches maritimes, Paris 1946
- als Mitautor: Die französische Seefischerei. In: Handbuch der Seefischerei Nordeuropas, Band 7, Heft 1, Stuttgart 1937, ähnlich: Manuel des pêches maritimes francaises, Fascicule III, Paris 1936, online
- Cartes des pêches du banc de Terre-Neuve. Fischverbreitungskarten der Neufundlandbänke, Paris 1956
- Cours de patron de pêche et de lieutenant de pêche. VI, Océanographie: Technique de la pêche, Paris 1957
- Repositorium archimer.ifremer.fr mit 24 Volltexten Beaugés, 1928–1956

## Ehrungen
- 1913 Ritter der Ehrenlegion, 1933 Offizier
- 1946 Prix Binoux der Académie des Sciences für sein Manuel technique et pratique

In Le Relecq-Kerhuon ist eine Straße nach ihm benannt.